# (9049) 1991 RQ27
A (9049) 1991 RQ27 a Naprendszer kisbolygóövében található aszteroida. Henry E. Holt fedezte fel 1991. szeptember 12-én.